# Labastide-Clermont
Labastide-Clermont – miejscowość i gmina we Francji, w regionie Oksytania, w departamencie Górna Garonna.
Według danych na rok 1990 gminę zamieszkiwało 347 osób, a gęstość zaludnienia wynosiła 24 osób/km² (wśród 3020 gmin regionu Midi-Pireneje Labastide-Clermont plasuje się na 723. miejscu pod względem liczby ludności, natomiast pod względem powierzchni na miejscu 796.).